# Веспа, Либер
Ли́бер Ве́спа (исп. Líber Ernesto Vespa Legarralde; 18 октября 1971, Монтевидео — 25 июля 2018, Монтевидео) — уругвайский футболист, выступавший на позиции полузащитника, выступал за сборную Уругвая.

## Биография

### Клубная карьера
Либер Веспа был единственным ребёнком в семье Бальтасара и Ольги Веспа. В возрасте 12 лет стал заниматься футболом в школе «Монтевидео Уондерерс», но сыграв 10 матчей за одну из детских команд, перешёл в «Серро», поскольку большинство его знакомых занимались именно в этом клубе, расположенном неподалёку от его дома.
Начал профессиональную карьеру в «Серро» в 1991 году. В 1994 году начался аргентинский этап его карьеры. Первым зарубежным клубом стал «Архентинос Хуниорс». 10 ноября 1994 года уругваец порвал крестообразные связки в матче против «Платенсе». На полное восстановление ушло семь месяцев, что в итоге плохо отразилось на результатах команды. В сезоне 1995/96 «жуки» впервые за 41 год вылетели из Примеры. Веспа остался в команде и помог «Архентинос» выиграть Примеру B Насьональ и вернуться в элиту уже в следующем сезоне.
В 1998 году Веспа перешёл в «Росарио Сентраль». В Апертуре 1998 он был одним из ключевых игроков, но в Кубке КОНМЕБОЛ, в котором команда дошла до финала, он участия не принимал. В 2002 году перешёл в «Арсенал» из Саранди. В сезоне 2003/04 выступал за «Уракан». После возвращения на родину в 2004 году играл за «Серро», а завершил карьеру в 2006 году в «Монтевидео Уондерерс».

### Карьера в сборной
В 1991 году Веспа был в составе молодёжной сборной Уругвая (до 20 лет), которая участвовала в чемпионате Южной Америки в Венесуэле (финишировала на третьем месте) и в чемпионате мира в Португалии (Уругвай не сумел выйти из группы).
За основную сборную Уругвая Либер Веспа выступал с 1997 по 1999 год, сыграв 12 матчей.
Веспа принял участие в Кубке конфедераций 1997 года, где уругвайцы заняли четвёртое место, а также в Кубке Америки 1999 года, на котором Уругвай стал вторым. В Кубке конфедераций Веспа сыграл во всех пяти матчах сборной — как правило, начиная игры в основном составе. Лишь в матче против ЮАР (победа 4:3) «Индеец» вышел на замену на 79-й минуте (при счёте 3:3) вместо Фабиана Коэльо.
В Кубке Америки 1999 года в Парагвае «селесте» выступала довольно обновлённым составом, но Веспа продолжил оставаться одним из игроков основного состава. Он сыграл во всех трёх матчах группового этапа. В двух проигранных матчах он был в основе (0:1 от Колумбии и 0:2 от Аргентины), а в победной игре с Эквадором (2:1) он вышел на замену на 78-й минуте вместо того же Фабиана Коэльо. В матчах 1/4 и 1/2 финала, которые Уругвай выигрывал в сериях пенальти, Веспа участия не принимал. Наконец, свою последнюю игру за сборную он провёл в финале Кубка Америки против Бразилии. Уругвай уступил со счётом 0:3, а Веспа был заменён в перерыве между таймами.

### Тренерская карьера
После завершения игровой карьеры Либер Веспа начал тренировать молодёжные команды. В 2010 году он курировал 3-й и 4-й составы в «Серро». В 2013 году вошёл в тренерский штаб «Насьоналя», который возглавил Родольфо Арруабаррена.
В 2014 году возглавил в качестве главного тренера «Вилья Эспаньолу». Под его руководством команда выиграла Второй любительский дивизион и получила путёвку во Второй профессиональный дивизион Уругвая.
В 2017 году стал помощником Херардо Пелуссо в «Депортиво Кали». В июле 2018 года перенёс инсульт. Веспу срочно доставили в Монтевидео, но через неделю, 25 июля, он умер от последствий болезни. Об этом сообщила его дочь Лусия.

## Титулы и достижения
Игровые
- Победитель Примеры B Насьональ (Второй дивизион Аргентины): 1996/97
- Вице-чемпион Кубка Америки: 1999

Тренерские
- Чемпион Второго любительского дивизиона (Третий дивизион Уругвая): 2013/14